# Huragan Agnes
Huragan Agnes – pierwszy huragan w porze huraganów atlantyckich w 1972 roku. W jego wyniku śmierć poniosło 130 osób. Ze względu na znaczne straty materialne oraz straty w ludziach, jakie wywołała Agnes, nazwa ta została wycofana z ponownego użycia w nazewnictwie cyklonów tropikalnych nad Atlantykiem.

## Historia huraganu

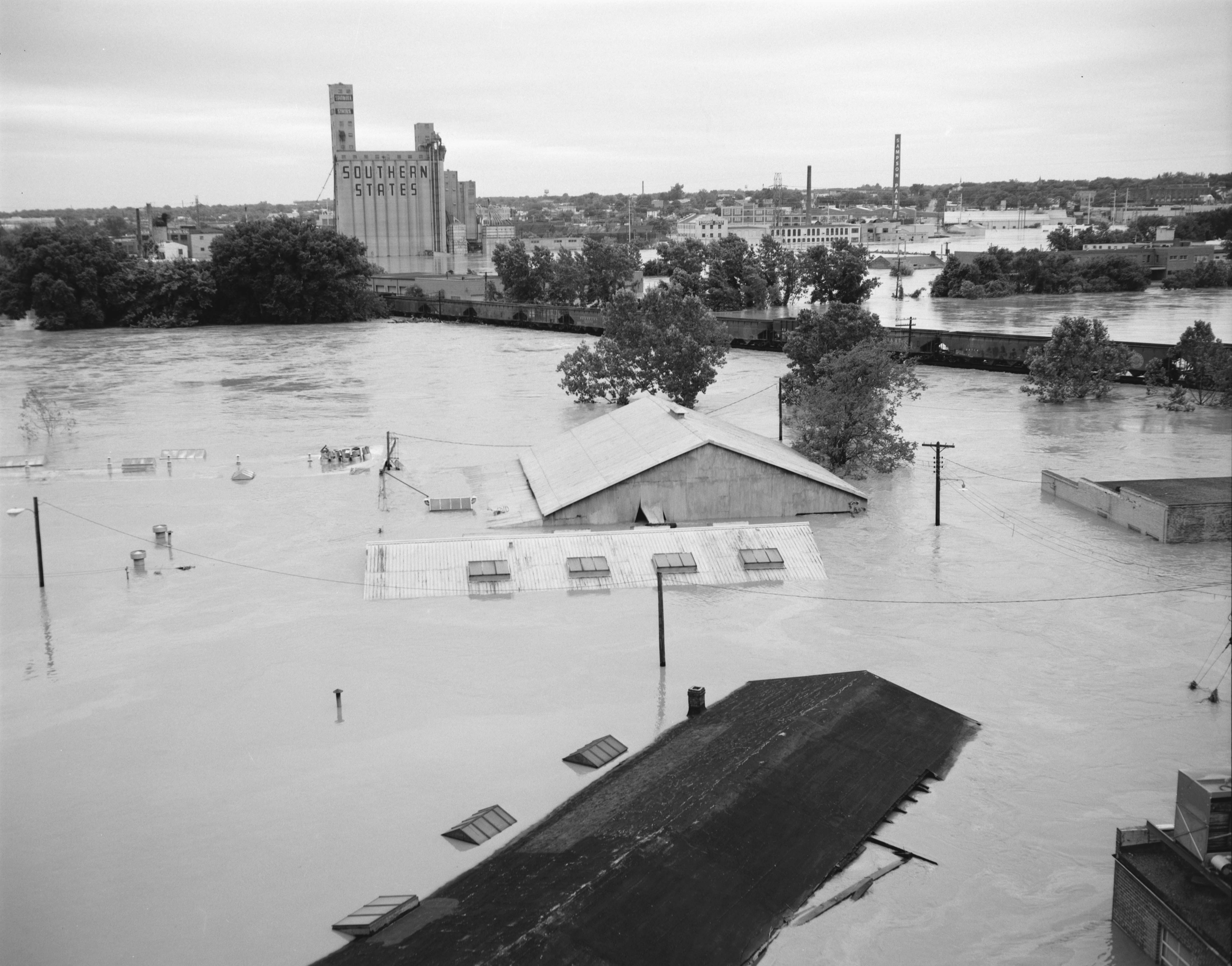
Powódź wywołana przez huragan w Richmond

Huragan Agnes powstał 14 czerwca 1972 roku nad stanem Jukatan w Meksyku. Wstępnie był on sklasyfikowany jako burza tropikalna. Trzy dni później Agnes została zakwalifikowana do huraganów. Wówczas Agnes znajdowała się nad Zatoką Meksykańską. 19 czerwca Agnes jako huragan kategorii pierwszej w skali Saffira-Simpsona uderzył w wybrzeża stanu Floryda. 21 czerwca huragan uderzył w południowo-wschodnie wybrzeże Stanów Zjednoczonych.
Następnie skierował się na północny wschód wzdłuż amerykańskiego wybrzeża i osłabił się przechodząc nad stanem Georgia. Jednak odzyskał siłę burzy tropikalnej na wschodnich terenach Północnej Karoliny w dniu 21 czerwca, a później tego samego dnia przeniósł się nad Atlantyk. Zmierzając dalej na północny wschód, z siłą tylko nieco mniejszą od huraganu Agnes ponownie przemieściła się nad ląd w dniu 22 czerwca w pobliżu Nowego Jorku. 23 czerwca huragan połączył się z niżem w okolicach północno-wschodnich stanów USA, i tak powstały układ powodował tam intensywne opady aż do 25 czerwca

## Skutki huraganu
Największych zniszczeń Agnes dokonała w stanie Pensylwania, gdzie zginęło ponad 50 osób. Porywisty wiatr wywołany przez Agnes spowodował również zniszczenia na odległej od szlaku huraganu Kubie, gdzie w jego wyniku zginęło dziewięć osób.
| Kraj              | Ofiary śmiertelne |
| ----------------- | ----------------- |
| Stany Zjednoczone | 119               |
| Kuba              | 9                 |
| Kanada            | 2                 |
| Razem:            | 130               |

Agnes miała niszczący wpływ na będące już i tak w stanie upadłości koleje w północno-wschodniej części Stanów Zjednoczonych, ponieważ zalanie trakcji powodowało znaczne opóźnienia w transporcie. Konieczność wydatkowania znacznych środków na naprawy szkód, była jednym z czynników prowadzących do powstania finansowanego z funduszy federalnych systemu kolei Conrail.
Dotkliwe w skutkach powodzie w pobliżu Lawrenceville, w stanie Pensylwania były powodem przyspieszenia budowy systemu retencyjnego rzeki Tioga w 1973 roku.